# Robert Neumaier
Robert Neumaier (Karlsruhe, 14 april 1885 – aldaar, 13 maart 1959) was een Duits voetballer.

## Biografie

### Clubcarrière
Neumaier speelde hij hele carrière voor Phönix Karlsruhe. Nadat de club stadsrivaal KFV steeds moest laten voorgaan in de competitie konden ze in 1909 regionaal kampioen worden. In de Zuid-Duitse eindronde konden ze ook de titel veroveren zodat ze deelnamen aan de nationale eindronde. Na ruime overwinningen op 1. FC 1894 München-Gladbach en SC Erfurt 1895 bereikten ze de finale tegen titelverdediger Berliner TuFC Viktoria 89. Hoewel Willi Worpitzky de hoofdstedelingen op voorsprong bracht kon Arthur Beier de gelijkmaker binnen trappen in de 30ste minuut. Met nog twee goals van Wilhelm Noë en een goal van Hermann Leibold stond het 4-1 voor Phönix. Helmut Röpnack kon nog de aansluitingstreffer maken, maar Phönix had de titel binnen.
Als titelverdediger mocht de club ook het jaar erna aantreden in de eindronde. In de kwartfinale tegen VfB Leipzig viel Leibold na 25 minuten uit met een beenblessure. Toch won Phönix met 1-2 en plaatste zich voor de halve finale, waar er zowaar een stadsderby gespeeld werd tegen KFV, dat al de Zuid-Duitse titel veroverd had. KFV kwam 2-0 voor en in de 65ste minuut maakte Beier de aansluitingstreffer maar dit kon niet beletten dat de stadsrivaal amper een jaar na Phönix ook de Duitse landstitel won. De volgende jaren domineerde KFV de competitie.

### Nationaal elftal
Neumaier speelde in 1909/10 de kwart- en halve finale van de Kronprinzenpokal, een competitie met een selectie van de regionale voetbalbonden.
Op 4 april 1909 maakte hij zijn debuut voor het nationaal elftal in zijn thuisstad Karlsruhe tegen Zwitserland. Zijn volgende interland was op 16 mei 1910 in Duisburg waar de Duitsers met 0-3 verloren van België. Zijn laatste wedstrijd speelde hij op 5 mei 1912 in St. Gallen tegen Zwitserland, die ze met 1-2 wonnen.